# KWS
A KWS SAAT SE egy német vetőmag nemesítő cég. Termékválasztéka magában foglalja a cukorrépa, a kukorica, a gabonafélék, a repce, a napraforgó és különböző biogáz alapanyagok (pl. silócirok) vetőmagfajtáit. A KWS neve a "Klein Wanzlebener Saatzucht" szóból adódik, ami a Klein Wanzlebenből származó vetőmagnemesítést jelenti. A cég eredeti központja Klein Wanzlebenben, Magdeburg város közelében található. Fő piacai Európa, Észak- és Dél-Amerika, valamint Észak-Afrika és Ázsia mérsékelt éghajlati övezetei. A KWS-nek több mint 30 tenyésztőállomása, 130 vizsgálóállomása és mintegy 60 leányvállalata van. A vállalatot 1954-ben jegyezték először Hamburg-Hannoveri tőzsdén, 2006 júniusa óta pedig a frankfurti tőzsde SDAX listáján is megtalálható.

## Fordítás
- Ez a szócikk részben vagy egészben  a   KWS Saat című német Wikipédia-szócikk fordításán alapul.  Az eredeti cikk szerkesztőit annak laptörténete sorolja fel. Ez a jelzés csupán a megfogalmazás eredetét és a szerzői jogokat jelzi, nem szolgál a cikkben szereplő információk forrásmegjelöléseként.